# Хусейн Аль-Шали, Нахла
Нахла Хусейн аль-Шали (араб. نهلة حسين الشالي‎نهلة حسين الشالي; 1971/1972 — 18 декабря 2008) — убитая активистка за права женщин в Иракском Курдистане. Она возглавляла Женскую лигу Курдистана — женское крыло Коммунистической партии Иракского Курдистана. 18 декабря 2008 года она была подстрелена и обезглавлена террористами после того, как боевики штурмом взяли её дом в Киркуке. Хусейн, замужней матери двоих детей, было на тот момент 37.